# ペイトンプレイス物語
『ペイトンプレイス物語』（ペイトンプレイスものがたり、英語: Peyton Place）は、アメリカ合衆国のプライムタイムのソープオペラである。

## 概要
原作はグレース・メタリアスの著した長編小説『ペイトン・プレイス』で、1956年にアメリカで刊行されると18ヶ月で国内販売部数800万部を達成しベストセラーになった。1957年にマーク・ロブソン監督、ラナ・ターナー主演で同題で映画化され（邦題は『青春物語』）、1964年に放送の始まるテレビドラマ版は原作に基づきつつ、自由にストーリーを展開させたものである。
20世紀フォックステレビジョン製作の連続ドラマは各回30分間のエピソードを全514回、ABCネットワークに載せて1964年9月15日から1969年6月2日まで放送された。当初はモノクロ放送（1964年から1966年）で、1966年からカラーに切り替えた。
放映開始時は1週間に2度放映され、両方の回ともニールセンの視聴率調査でトップ20にランクインした。ABCは放送2年目の1965年秋より放映を週に3度に増やしたが、視聴率が再びトップ30以内に入ることはなく、ドラマの制作ペースは週2回分に落とされた。
放送3年目の1968年、落ち込んだ視聴率を回復するには、一度逃げた視聴者を取り戻さなければならなくなり、ドラマの放映開始を8時30分に繰り下げた。ところが翌1969年には回を重ねるごとに視聴率が下がり、放送を週1回に減らし、6月にドラマの放送終了を発表した。

### 再放送（1972年）
シリーズの再放送は「Return to Peyton Place」と題して放送時間を昼間に移し、1972年4月3日から1974年1月4日まで続いた。このシリーズではゴールデンタイム枠の前シリーズから3人の俳優が再び同じ役柄を演じた。しかし昼間のシリーズは前シリーズほどの成功を収めることはなかった。

### テレビ映画（1977年）
シリーズ番組終了後の1977年に、単発のテレビ映画「Murder in Peyton Place」を放映。旧作からドロシー・マローンやエド・ネルソン、ティム・オコナーなどが出演する一方で、ミア・ファローは回想シーンのみの登場となる。さらに配役を変更し、作品の中心のステラ・チャーニック役はリー・グラントからステラ・スティーブンスに交代した。

### テレビ映画（1985年）
1985年には2度目の単発作品「Peyton Place: The Next Generation」を放映する。一方でマローン、ネルソン、オコナーなどが継続して出演し、他方で多数の若手俳優の中に、デビュー間もないブルース・グリーンウッドもいた。

## オープニング
毎回のエピソードは、教会の鐘楼の上に「ペイトンプレイス」という文字が大きく入るショットと鐘の音で始まる。白黒放送の時は教会の鐘の音に合わせ、告知は「連続ドラマ『ペイトンプレイス物語』です」と示した。文言はカラー放送に切り替えた1966年に「カラー放映の連続ドラマ『ペイトンプレイス物語』」に変更された。

## プロット
最初のストーリーは、同じタイトルの本（1956年）と映画（1957年）を元に構想された。発端は、ニューイングランドの小さな町「ペイトンプレイス」で広まるゴシップ。最初のエピソードではマイケル・ロッシ医師（エド・ネルソン）がその町で開業しにニューヨークからやって来る。新聞記者、マシュー・スウェイン（ワーナー・アンダーソン）はロッシ医師に、普通、ペイトンプレイスのような町への移転は、住むつもりではなく逃げてくるものだと言う。
新聞記者の姪のアリソン・マッケンジー（ミア・ファロー）は、親友で同級生であるノーマン・ハリントン（クリストファー・コネリー）の兄、ロドニー（ライアン・オニール）と恋に落ち、初めてのキスをした途端、すっかり舞い上がってしまう。エピソードの終わりでは、アリソンの母親、コンスタンス（ドロシー・マローン）が、娘アリソンとロドニーの新たな関係を知り、あからさまに難色を示した。
ロドニーは、父レスリー（ポール・ラングトン）と、父の秘書のジュリー・アンダーソン（ケーシー・ロジャース）の情熱的な抱擁を見てしまい混乱する。ジュリーは、ロドニーのガールフレンド、ベティ（バーバラ・パーキンス）の母なのだ。
ロドニーはベティに、これ以上、付き合うことはできないと宣言、すぐにアリソンと新たに付き合い始めた。ベティは振られた真の理由をロドニーに告げてもらえず、混乱し傷ついた。ところが1964年10月のエピソードで、ロドニーはベティの心を急いで取り戻し、父レスリーを困らせるためにベティと結婚した。
一方、第1シーズンの中盤には、新たな主要人物としてエリオット・カーソン（ティム・オコナー）がペイトンプレイスに登場。この人物はアリソンの実父であり、本妻のエリザベスを殺した罪で投獄された経歴があった。しかし真犯人は、ロドニーの母キャサリン（メアリ・アンダーソン）であり、ロドニーを甘やかしながら巧みに操っていた。
エリオットはやがて潔白を証明し、アリソンの母コンスタンスと結婚し、夫妻には後に息子マシューが生まれた。1985年のシリーズ続編「Peyton Place: The Next Generation」では、子供は男児マシューから女児ケリー（デボラ・グッドリッチ）に変えてある。
1965年9月には、コンスタンス役のドロシー・マローンが突然、緊急手術を受けることになった。コンスタンスはその時点でストーリーに非常に深く関わっていたため、突然外すことは難しく、プロデューサーは窮地に立たされた。結局、マローンが1966年1月に復帰するまで、ローラ・オルブライトがコンスタンス役を引き継いでシリーズを続けた。
ロドニーは2年の間、愛していた少女アリソンと、妻ベティのどちらを選ぶか決めることができなかった。1966年、アリソン役のミア・ファローが『ペイトン』シリーズを降り、町からアリソンが去るとロドニーを巡る恋の鞘当ては無くなり、ベティは多少、ロドニーに寛容になった。
ベティは結局、ロドニーと離婚して、陰気だがハンサムな弁護士、スティーブン・コード（ジェームス・ダグラス）と結婚するが別れて、ペイトンプレイス住民たちの複雑な人生模様が交錯する中、ロドニーと再婚した。ロドニーとスティーブンは異父兄弟と思い込んでおり、それがふたりの争いを深めた。ところが後に家政婦のハンナ・コードが後者の出自を明かし、ロドニーの母キャサリンの婚外子であり、ロドニーとは血の繋がりが無いと判明する。

### アリソンの存在感
アリソンは、ファロー降板（1966年）の後も劇中で度々話題に上り、ストーリーに示した足跡は大きい。
最初は町にやって来た神秘的な女性、レイチェル・ウェルズ（リー・テイラー＝ヤング）が、アリソンのブレスレットを携えていた。そして1968年にはジル・スミス（ジョイス・ジルソン）が町に現れ、アリソンの赤ん坊を育てていたと主張した。時代はDNA型鑑定が実用化される以前とあって、子どもの出自が立証されることはなかった。そのジルは後に、ロッシ医師の弟ジョーと結婚した。
アリソンが登場しない設定でストーリーが進む間も、ファローの降板は一次的か永続的か、なかなか決まらなかった。そしてテレビ映画の「Murder in Peyton Place」（1977年）、「Peyton Place: The Next Generation」（1985年）では、それぞれ相反する解釈で結んでいる。
後のシーズンにも登場する主要なキャラクターはほかにもあった。たとえば町の長老のマーチン・ペイトン（ジョージ・マクリーディ）は当初、ドラマが始まった時期に登場したのみであった。やがて演じるマクリーディが短期間、病気で出演できなくなると、その間ウィルフリッド・ハイド＝ホワイトが代役を務めて存在感を保った。あるいはまた、この町の生え抜きで秘密主義の家政婦ハンナ・コード役は、ルース・ワーリックが長きにわたって出演した。
ジーナ・ローランズ、ダン・デュリエ、スーザン・オリバーに加えてリー・グラントなど、映画界のビッグネームたちも多数キャストに加わった。中でもグラントは、本作で示したステラ・チャーニック役の傑出した演技で、エミー賞助演女優賞を受賞した。また、このシリーズはレスリー・ニールセン、マリエット・ハートレイとラナ・ウッドのキャリア飛躍のきっかけとなった。
1968年、スタッフは時代の変化に遅れをとらないために、アフリカ系アメリカ人のハリー・マイルズ博士（パーシー・ロドリゲス）と妻アルマ（ルビー・ディー）を配して、ペイトンプレイスに人種的差別の廃止を取り入れた。志の高い取り組みにもかかわらず、夫妻を加えたせいで不協和音が生じ、ふたりのストーリーも期待したほどふくらまなかった。
シリーズ最後の年、コンスタンス役のドロシー・マローンと、エリオット役のティム・オコナーが降板した。本作の主演俳優の座にロッシ医師（エド・ネルソン）が据えられると、エピソードも多くが医師を中心に回り始めた。最終シーズンを通してロッシ医師はマーシャ・ラッセル（バーバラ・ラッシュ）に恋愛感情を示し、最終回には、殺人者の濡れ衣を着せられ告発を受けている。
シリーズは、視聴者も予測できない結末で終わったが、1977年と1985年の続編では、ロッシ医師が病院の勤務に復帰し、万事は順調に進んだと想像させた。コンスタンスとエリオットのカーソン夫妻は、またペイトンプレイスの街に戻っている。

## キャスト
※凡例：括弧内は日本語吹替（NET放映版／TBS放映版）
- コンスタンス・マッケンジー：ドロシー・マローン／ローラ・オルブライト（七尾伶子／）
- マシュー・スウェイン：ワーナー・アンダーソン
- マイケル・ロッシ医師：エド・ネルソン（／北村総一郎）
- ロドニー・ハリントン：ライアン・オニール（／山口哲也）
- ベティ・アンダーソン：バーバラ・パーキンス（影万里江／北島マヤ）
- アリスン・マッケンジー：ミア・ファロー（武藤礼子／宗形智子）
- ジュリー・アンダーソン：ケイシー・ロジャース
- エリオット・カーソン：ティム・オコナー（／石田太郎）

### 配役
ミア・ファローは映画監督のジョン・ファローと、映画『ターザン』シリーズでジェーンを演じた女優、モーリン・オサリヴァンの娘である。アリソン・マッケンジーは初めての主要な役だった。ファローの演技に大いに寄与したのは、彼女が子どもの時、ポリオ患者として経験した傷つきやすさであると喧伝された。
元々、ベティ・アンダーソンのキャラクターは、第1シーズンの序盤、交通事故で消える予定だった。しかし、ベティのキャラクターに視聴者が強く好感を持ったため、脚本家が構想を変更した。したがって、ベティに扮する女優パーキンスは、このシリーズで長く、儲かる仕事を保証された。
ロドニー役のライアン・オニールは後に、レイチェル・ウェルズ役のリー・テイラー＝ヤングと結婚、離婚した。
ジル・スミス役のジョイス・ジルソンは、後に占星術師として知られるようになった。

## 日本での放送
日本ではまず1965年3月30日から同年9月21日までNET（現：テレビ朝日）で放送。週2回の放送時間は1965年3月30日から6月22日は火曜21:00–21:30、1965年4月1日から6月24日は木曜21:00–21:30だったが、6月29日以降は火曜22:30–23:00の枠へ移した。
その後1976年10月5日から1978年12月まで、TBSで全話を放送し、テーマ曲や劇中歌もアナログレコード、CDで発売された。放送時間は平日深夜の23:30–00:00と、当時は珍しい帯ドラマだった。広島県ではテレビ新広島（フジテレビ系列）では同じ1976年10月の30日から平日16:00–16:30に放送された。
また関東地区では前回分を再放送し、1976年10月から1977年9月まで平日11:00–11:30、1977年10月から1978年12月まで平日10:00–10:30の枠をあてた。